# Dirico
Dirico è un municipio dell'Angola appartenente alla provincia di Cuando Cubango. Ha 40.985 abitanti (stima del 2006) ed una superficie di 1.890 km².